# Mexipedium
Mexipedium — монотипный род в подсемействе Циприпедиевых семейства Орхидных, включающий вид Mexipedium xerophyticum. Монотипна также и триба Mexipedieae, в которую входит род.

## История описания
Вид был описан в 1990 году, и отнесён авторами к роду Phragmipedium. Через два года V. Albert и M. Chase на основании анализа ДНК выделили его в отдельный род. Название рода образовано из корней, обозначающих страну происхождения (Mexica) и латинского корня pes (стопа), который традиционно присутствует в названиях всех родов в подсемействе Циприпедиевые (башмачки). Видовое название xerophyticum говорит о ксерофитном (сухом) месте его произрастания.

## Ареал
Mexipedium xerophyticum изначально был известен из единственного местообитания в мексиканском штате Оахака — там нашли всего семь особей. Недавно была обнаружена ещё одна популяция вблизи уже известной.

## Описание
Небольшие наземные или растущие на камнях растения. Листьев от трёх до семи, линейно-продолговатых, согнутых по центральной жилке, кожистых, длиной от 3 до 12 см, шириной около 1,5 см. Соцветие слабо метельчатое, в котором одновременно распускается всего один цветок. Цветок диаметром до 2,5 см с белой губой и боковыми лепестками. Верхний лепесток и стаминодий розоватые. Цветоножка и завязь розоватые, коротко опушённые. Похожих видов нет — сочетание мясистых листьев, белесого цветка на слабоветвящемся соцветии и небольших размеров у других видов подсемейства отсутствует.

## Охрана
Чтобы защитить популяцию от незаконного сбора точное местонахождение нового вида никогда не публиковалось, растение отсутствует в гербариях. Вид занесён в Приложение I CITES, которое запрещает торговлю им. Несколько экземпляров были перенесены в культуру с целью вегетативного размножения и дальнейшей возможной реинтродукции.